# Урош Кабич
Урош Кабич (серб. Урош Кабић, нар. 1 січня 2004, Новий Сад, Сербія) — сербський футболіст, півзахисник клубу «Црвена Звезда».
На правах оренди грає в італійському «Торіно».

## Ігрова кар'єра

### Клубна
Урош Кабич народився у місті Новий Сад і займатися футболом почав у молодіжній команді місцевого клубу «Войводина». З сезону 2020/21 футболіст був внесений в зяавку першої команди. 30 жовтня 2020 року Кабич дебютував у чемпіонаті країни в основі «Войводини». У складі своєї команди Кабич брав участь у матчах кваліфікації Ліги конференцій в сезоні 2021/22.
Влітку 2023 року футболіст перейшов до столичного клубу «Црвена Звезда». Провів у клубі лише три гри і в лютому 2024 року був відправлений в оренду в італійський «Торіно».

### Збірна
З 2019 року Урош кабич виступає за юнацькі та молодіжну збірну Сербії.